# Carl Abrahamsson Lilliestielke
Carl Abrahamsson Lilliestielke, tidigare Lillie, var en svensk godsägare.

## Biografi
Carl Lilliestielke var son till Abraham Bengtsson i Oltorp, Dimbo socken. Han introducerades 1625 i Sveriges Riddarhus som nummer 92, vilket senare ändrades till 120. Lilliestielke fick 1634 tillstånd från ridderskapet och adeln att ändra namnet från Lillia till Lilliestielke. Han levde fortfarande 1653.

### Egendom
Lilliestielke ägde Oltorp i Dimbo socken och Laggarp i Åsbo socken.

### Familj
Lilliestielke gifte sig med Barbro Krabbe, dotter till Bengt Andersson (Krabbe af Svaneby) och Anna Eriksdotter (Roos af Hjelmsäter). De fick tillsammans barnen godsägaren Bengt Lilliestielke (1628–1706) och en dotter.